# Pyrus
Pyrus L., 1753 è un genere di piante appartenente alla famiglia delle Rosacee, comprendente specie arboree e arbustive con fioritura delicata e variamente colorata.

## Descrizione
Sono alberi di medie dimensioni, che raggiungono i 10-17 metri. 
La maggior parte dei Pyrus sono decidui, ma una o due specie nell'Asia sud-orientale sono sempreverdi. Ne esistono sia di piccoli sia di grandi.
Le foglie sono lunghe circa 2-12 cm, di colore verde lucido in alcune specie, argenteo-pelose in altre; la forma delle foglie varia dall'ovale al lanceolato stretto.
I fiori sono di colore giallo o rosa bianco e raramente tinto, di diametro 2-4 cm e hanno cinque petali. Sbocciano fra aprile e maggio, fino ad una quota di 1 000 metri.
Il frutto si chiama pera; possiede forma caratteristica detta appunto "a pera", con base tondeggiante più larga e parte superiore, vicino al picciolo, più stretta. Le dimensioni sono variabili, secondo le qualità, con diametro a partire da 1-4 cm, fino a lunghezze di circa 18 cm e larghezza 8.

## Distribuzione e habitat
I peri sono nativi delle regioni temperate del vecchio Mondo, dall'Europa occidentale e dall'Africa del Nord fino all'Asia orientale.
Gran parte delle specie tollerano il freddo polare, con temperature fra −25 °C e −40 °C in inverno, tranne le specie sempreverdi, che tollerano solo temperature fino a −15 °C.

## Tassonomia
Al genere Pyrus appartengono le seguenti specie:
- Pyrus acutiserrata Gladkova
- Pyrus armeniacifolia T.T.Yu
- Pyrus asiae-mediae (Popov) Maleev
- Pyrus austriaca A.Kern.
- Pyrus × babadagensis Prodan
- Pyrus × bardoensis Dostálek
- Pyrus betulifolia Bunge
- Pyrus boissieriana Buhse
- Pyrus bourgaeana Decne.
- Pyrus bretschneideri Rehder
- Pyrus browiczii Mulk.
- Pyrus cajon Zaprjagaeva
- Pyrus calleryana Decne.
- Pyrus castribonensis Raimondo, Schicchi & Mazzola
- Pyrus chosrovica Gladkova
- Pyrus ciancioi P.Marino, G.Castellano, Raimondo & Spadaro
- Pyrus communis L.
- Pyrus complexa Rubtzov
- Pyrus cordata Desv.
- Pyrus cordifolia Zamani & Attar
- Pyrus costata Sumnev.
- Pyrus × daralagezi Mulk.
- Pyrus demetrii Kuth.
- Pyrus elaeagrifolia Pall.
- Pyrus elata Rubtzov
- Pyrus eldarica Grossh.
- Pyrus fedorovii Kuth.
- Pyrus ferganensis Vassilcz.
- Pyrus georgica Kuth.
- Pyrus gergerana Gladkova
- Pyrus glabra Boiss.
- Pyrus grossheimii Fed.
- Pyrus hajastana Mulk.
- Pyrus hakkiarica Browicz
- Pyrus hopeiensis T.T.Yu
- Pyrus hyrcana Fed.
- Pyrus jacquemontiana Decne.
- Pyrus × jordanovii Dostálek
- Pyrus ketzkhovelii Kuth.
- Pyrus korshinskyi Litv.
- Pyrus mazanderanica Schönb.-Tem.
- Pyrus medvedevii Rubtzov
- Pyrus megrica Gladkova
- Pyrus × michauxii Bosc ex Poir.
- Pyrus neoserrulata I.M.Turner
- Pyrus nivalis Jacq.
- Pyrus nutans Rubtzov
- Pyrus oxyprion Woronow
- Pyrus pashia Buch.-Ham. ex D.Don
- Pyrus phaeocarpa Rehder
- Pyrus pseudopashia T.T.Yu
- Pyrus pyrifolia (Burm.f.) Nakai
- Pyrus raddeana Woronow
- Pyrus regelii Rehder
- Pyrus sachokiana Kuth.
- Pyrus salicifolia Pall.
- Pyrus sicanorum Raimondo, Schicchi & P.Marino
- Pyrus × sinkiangensis T.T.Yu
- Pyrus sogdiana Kudr.
- Pyrus sosnovskyi Fed.
- Pyrus spinosa Forssk.
- Pyrus syriaca Boiss.
- Pyrus tadshikistanica Zaprjagaeva
- Pyrus takhtadzhianii Fed.
- Pyrus tamamschiannae Fed.
- Pyrus terpoi Arrigoni
- Pyrus theodorovii Mulk.
- Pyrus trilocularis D.K.Zang & P.C.Huang
- Pyrus turcomanica Maleev
- Pyrus tuskaulensis Vassilcz.
- Pyrus ussuriensis Maxim. ex Rupr.
- Pyrus vallis-demonis Raimondo & Schicchi
- Pyrus × vavilovii Popov
- Pyrus voronovii Rubtzov
- Pyrus vsevolodii Heideman
- Pyrus xerophila T.T.Yu
- Pyrus yaltirikii Browicz
- Pyrus zangezura Maleev

### Alcune specie

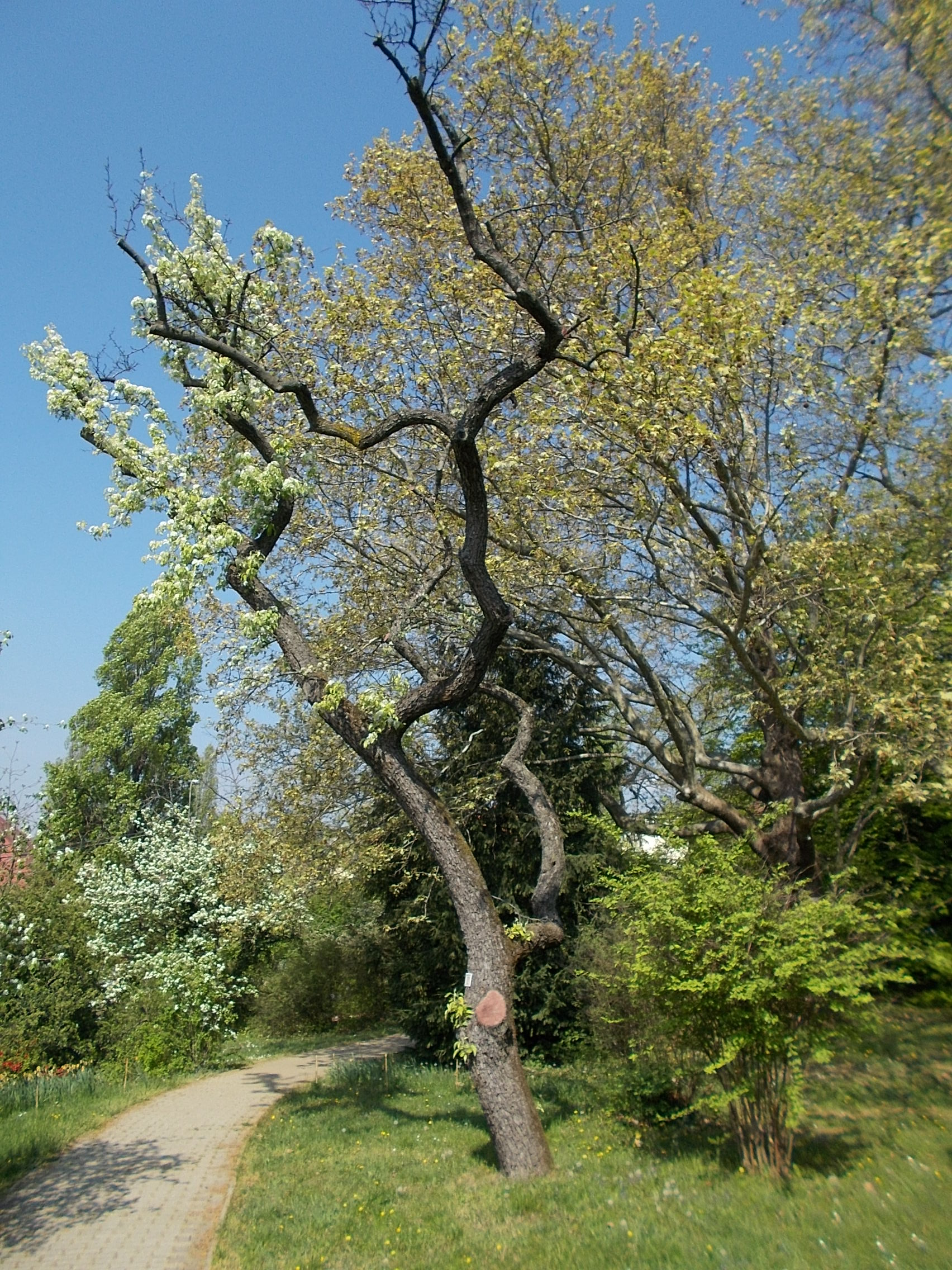
Pyrus betulifolia
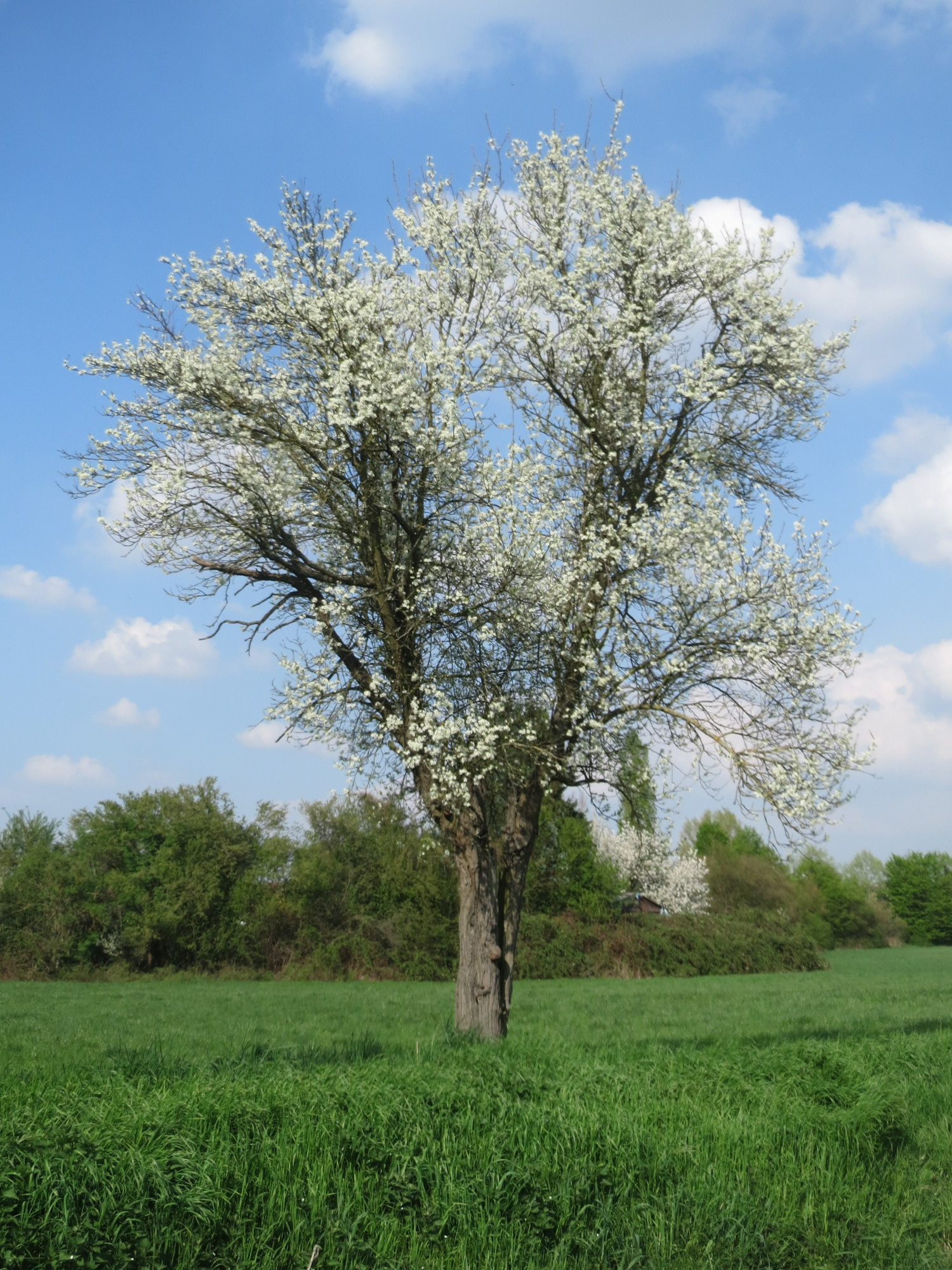
Pyrus communis
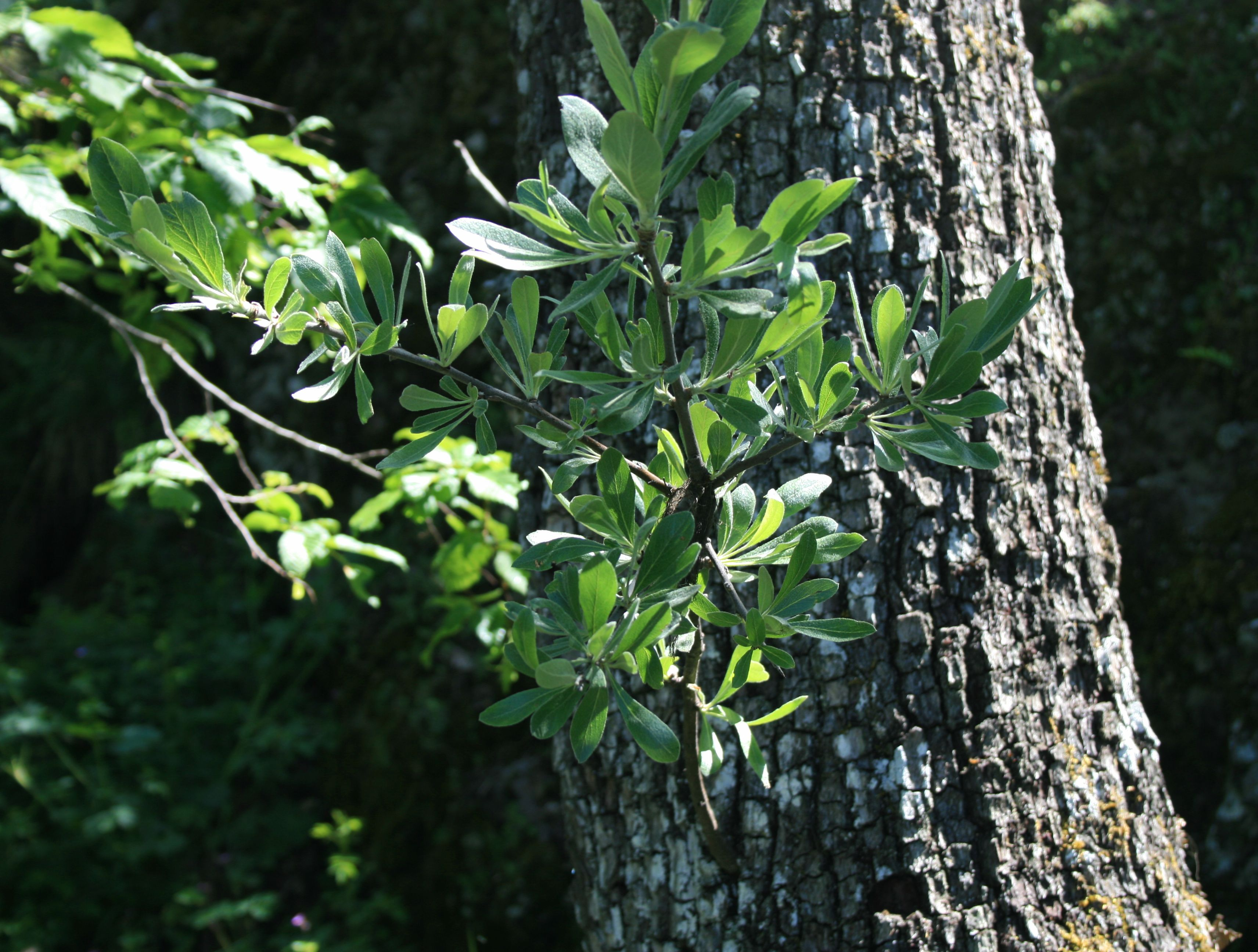
Pyrus elaeagrifolia
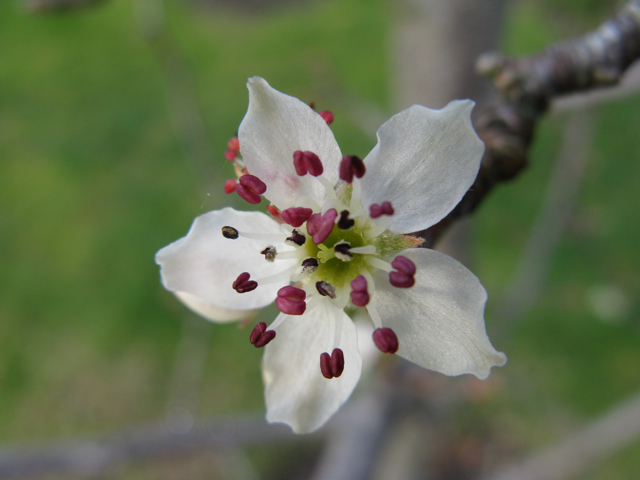
Pyrus nivalis
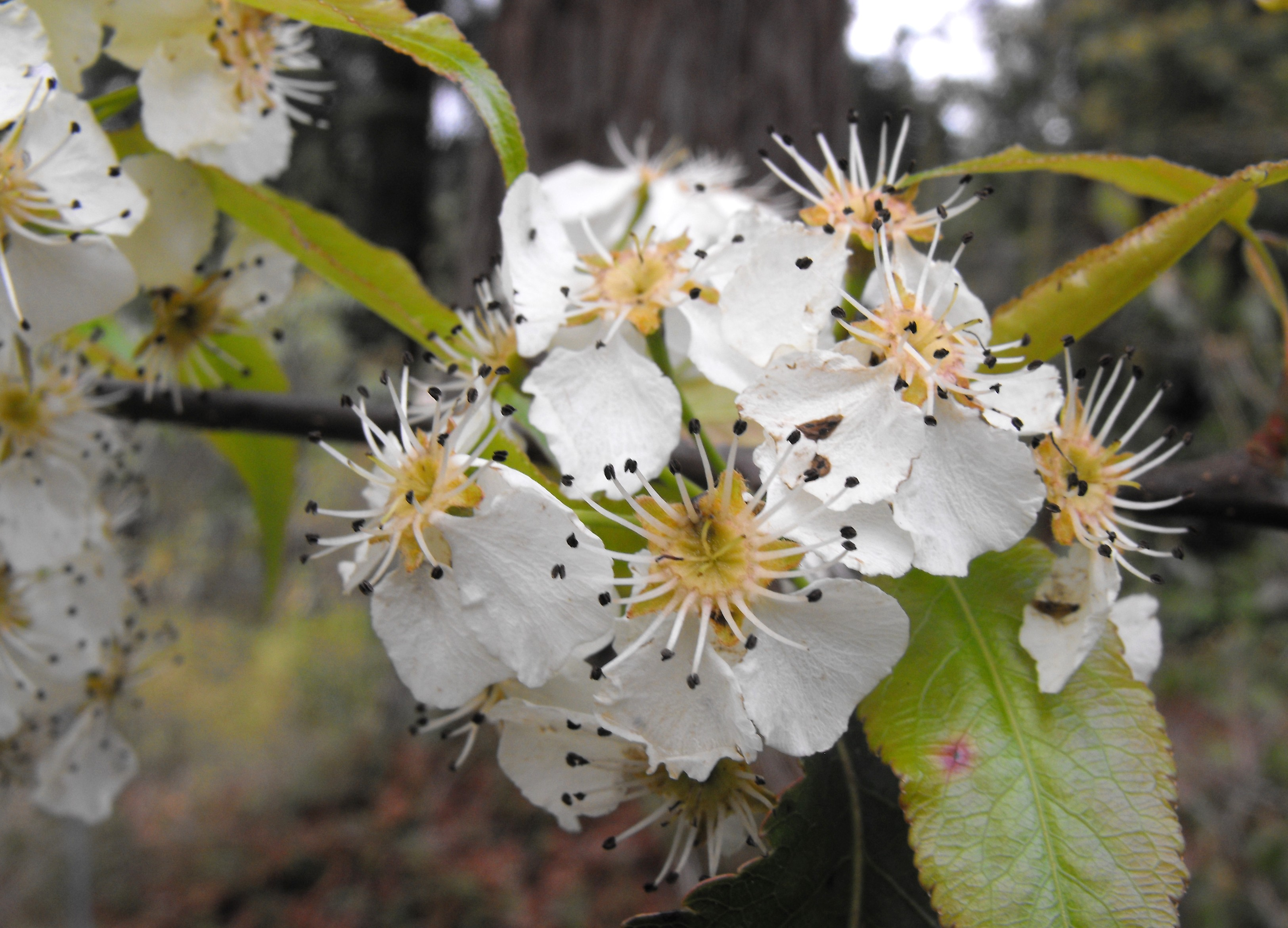
Pyrus pashia
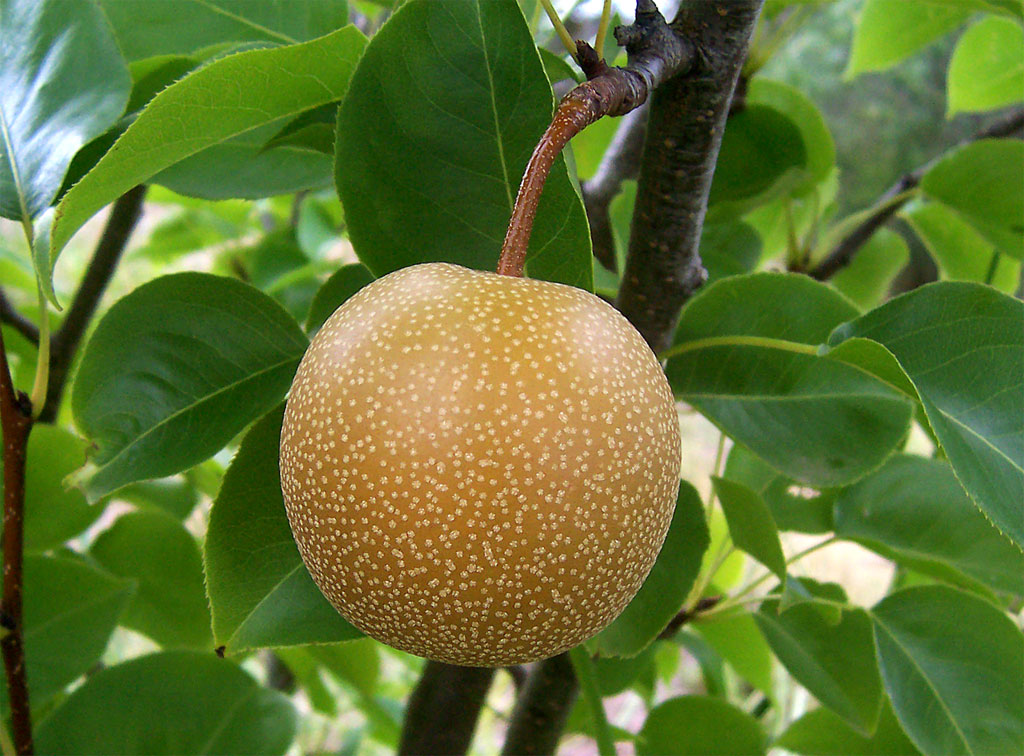
Pyrus pyrifolia
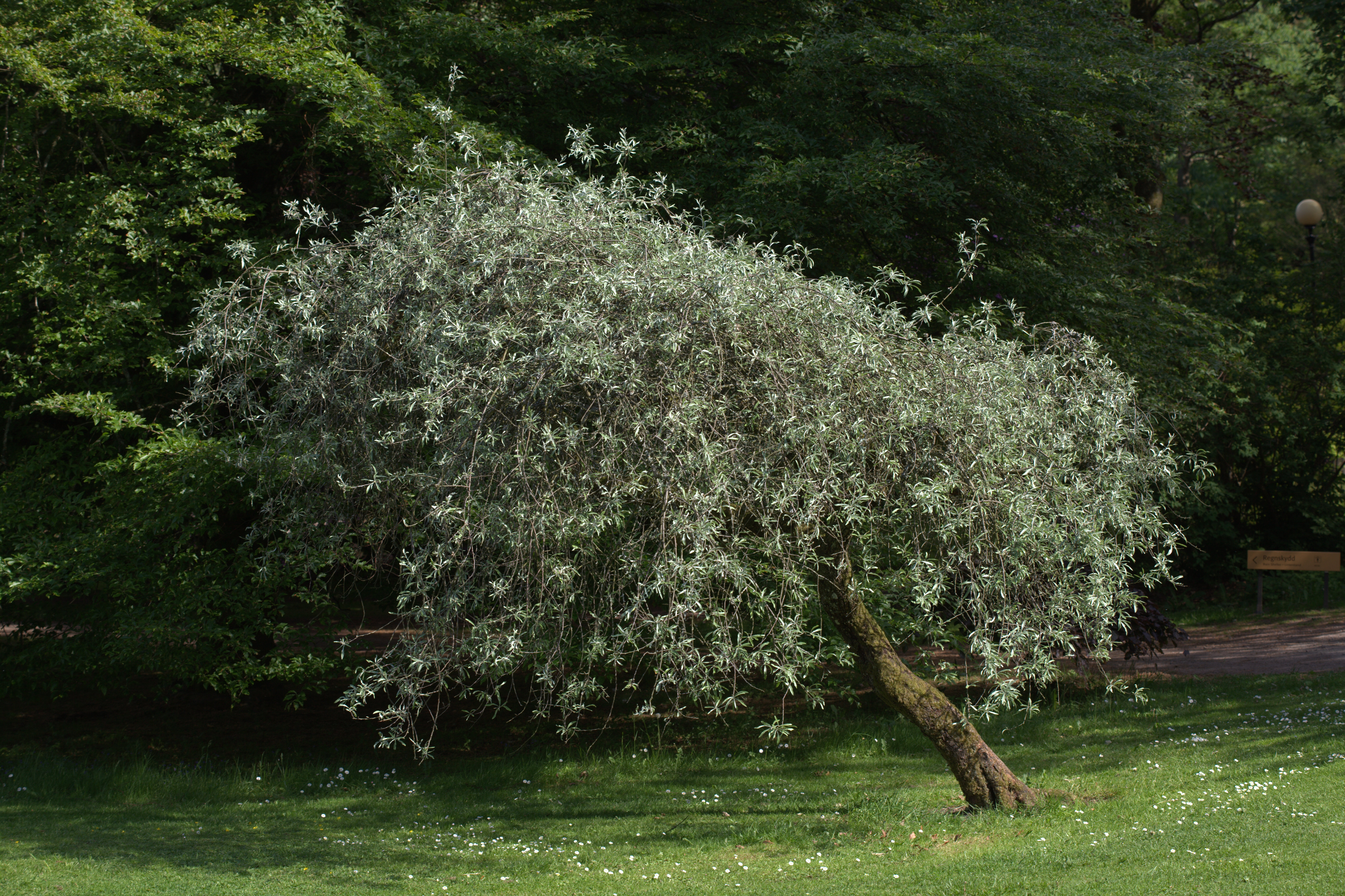
Pyrus salicifolia
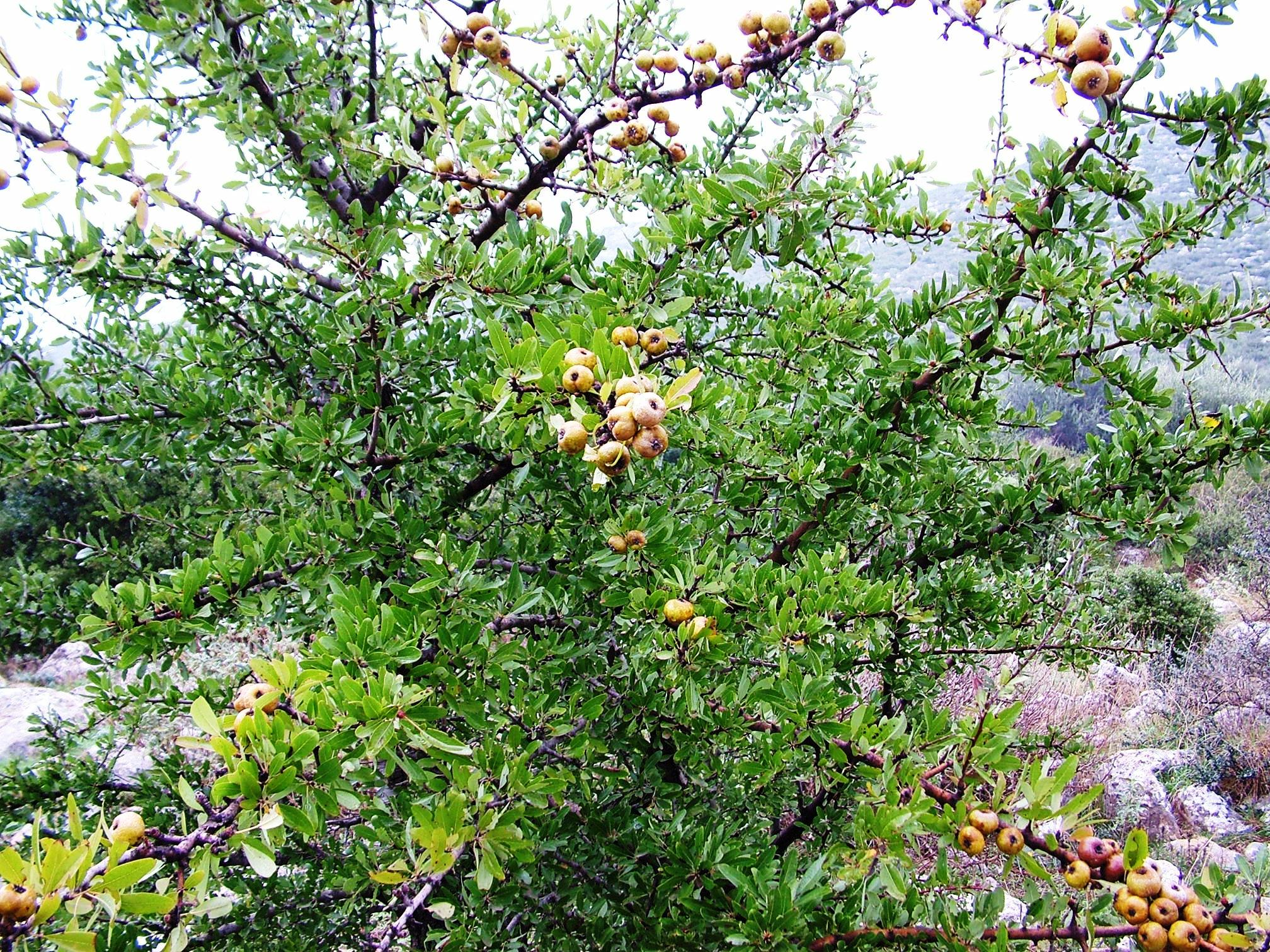
Pyrus spinosa
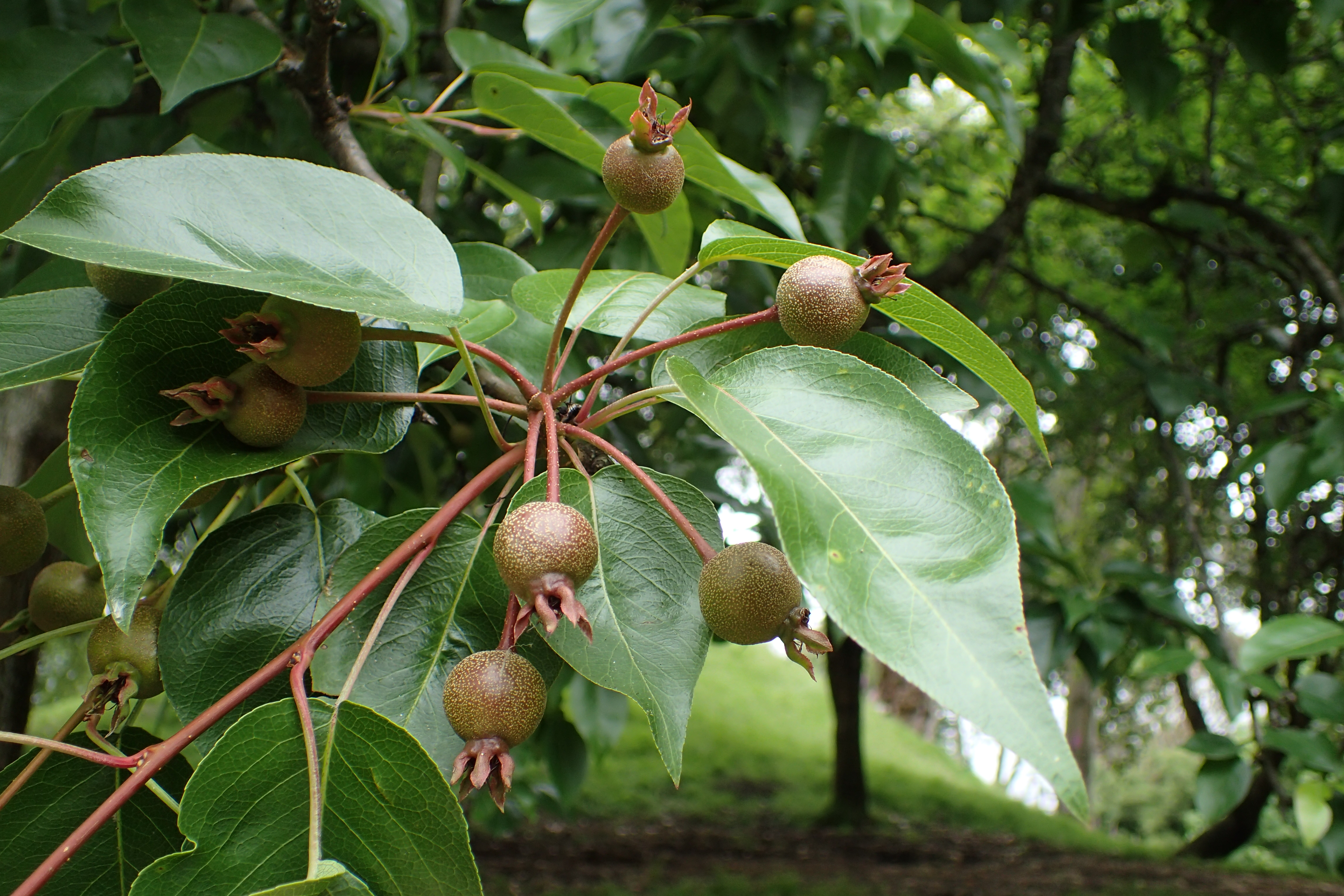
Pyrus ussuriensis
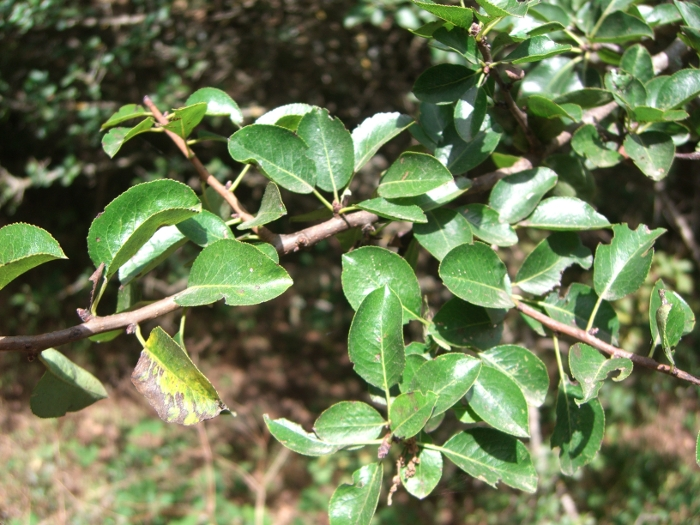
Pyrus vallis-demonis